# Phyllis Barry
Pour les articles homonymes, voir Barry.
Phyllis Barry, née le 8 décembre 1908 à Leeds, morte le 1er juin 1956 à Los Angeles, est une actrice anglaise.

## Biographie
A l'âge de 12 ans, sa famille s'installe an Australie. 

## Filmographie partielle
- 1925 : Painted Daughters : Saharab
- 1926 : Sunrise: A Song of Two Humans : Hope Stuart
- 1932 : Cynara (film) : Doris Emily Lea
- 1933 : Dans la purée de Londres (Blind Adventure) de Ernest B. Schoedsack : Gwen
- 1933 : Diplomaniacs : Fifi
- 1933 : Goodbye Love : Dorothy Blaine
- 1933 : Marriage on Approval : Dorothy
- 1933 : What! No Beer? : Hortense
- 1934 : Long Lost Father
- 1934 : Hips, Hips, Hooray!
- 1934 : Where Sinners Meet
- 1934 : Love Past Thirty
- 1934 : The Moonstone
- 1935 : Forbidden Heaven
- 1935 : Bonnie Scotland
- 1936 : One Rainy Afternoon
- 1937 : To Mary with Love
- 1937 : Step Lively, Jeeves!
- 1937 : The Prince and the Pauper
- 1937 : Damaged Goods
- 1937 : Affairs of Cappy Ricks
- 1937 : Bulldog Drummond Comes Back
- 1938 : The Invisible Menace
- 1938 : Trade Winds
- 1939 : The Jones Family in Hollywood
- 1939 : The Witness Vanishes
- 1939 : Kid Nightingale